# Janusz Dylewski
Janusz Dylewski (ur. 25 sierpnia 1962 r. w Mławie, zm. 25 maja 2016 r.) – polski społecznik, poeta, dramaturg, animator kultury, regionalista.
Urodził się w Mławie-Wólce w rodzinie kolejarskiej. Literacko zadebiutował w 1975 r. w piśmie dla młodzieży „Płomyk”. Podczas studiów w Wyższym Seminarium Duchownym w Płocku w l. 1982–1983 publikował w „Sursum Corda”. Ponownie zadebiutował na łamach „Głosu Mławy” w okienku z wierszem w 2008 r. Publikował na łamach „Znaj”, „Wspólnym głosem” ,Przekaźnik”, „Ciechanowskich Zeszytach Literackich" oraz w „Ziemi Zawkrzeńskiej”. Od 2008 r. jego utwory znalazły się w ponad 50 antologiach i almanachach Związku Twórców Ziemi Zawkrzeńskiej.
W ZTZZ był dwie kadencje szefem Komisji Rewizyjnej. Należał ponadto do wielu innych stowarzyszeń m.in. Związku Literatów na Mazowszu (przewodniczący Sądu Koleżeńskiego), Towarzystwa Krzewienia Kultury Teatralnej, Robotniczego Stowarzyszenia Twórców Kultury, Krakowskiego Bractwa Literackiego Białego Pasterza, Towarzystwa Przyjaciół Ziemi Mławskiej, Wspólnoty Ziemi Mławskiej. Od 2012 r. był członkiem Warszawskiej Szkoły Pisania Stowarzyszenia Pisarzy Polskich i Stajni Literackiej SPP, od 2013 r. uczestniczył w spotkaniach Polskiego Oddziału PEN Clubu. W 2010 r. wydał dwa tomiki poetyckie Pierwszy smak i Zaskoczenie. W podziemiach kościoła w Mławie-Wólce prowadził  „Salon poezji”, był laureatem wielu konkursów literackich, m.in. Ogólnopolskiego Konkursu Poezji "O Laur Sarbiewskiego", Ogólnopolskiego Konkursu Poezji "O Laur Opina", Mazowieckiego Konkursu Literackiego w Przasnyszu, Ogólnopolskiego Konkursu Literackiego im. Alfreda Borkowskiego. 
Oprócz pisania rzeźbił, malował, fotografował, był zapalonym motocyklistą, miłośnikiem muzyki country, wielokrotnym uczestnikiem Piknik Country w Mrągowie. Brał udział w kwestach na wólczańskim cmentarzu, był przewodniczącym zarządu osiedla Wólka. Posiadał znaczna liczbę pamiątek związanych z kolejnictwem, był orędownikiem reaktywacji Mławskiej Kolejki Wąskotorowej. Na wielu spotkaniach występował w galowym kolejarskim mundurze, ozdobionym wieloma orderami i odznakami. 
Zmarł po ciężkiej chorobie. Pochowany został na cmentarzu w Mławie-Wólce. 